# БЛиК
МФК «БЛиК» — бывший российский мини-футбольный клуб из Нефтеюганска. Выступал в Первенстве России среди команд клубов Высшей лиги и Чемпионате России (Суперлиге). Домашней площадкой был ЦФКиС «Жемчужина Югры»
Высшее достижение в Первенстве России среди команд клубов Высшей лиги — серебро сезона 2017/2018, 1/8 Кубка России по мини-футболу 2017/2018 и участие в Чемпионате России 2018/19

## История
У клуба небольшая история участия в мини-футбольных первенствах, он был третьим клубом, представляющий Нефтеюганск в российском первенстве после МФК «Сибирь» и МФК «РН-Юганскнефтегаз». БЛиК выигрывал чемпионат Нефтеюганска 5 раз подряд (2012—2016), чемпионат и Кубок Сургута два раза подряд (2016, 2017), а также стал серебряным призёром международного турнира на призы СК «Аят» в Казахстане 2018.
В сезоне 2016/17 «БЛиК» впервые принял участие в первенстве России среди команд клубов Высшей лиги где занял 6 место в конференции «Восток». Сезон 2017—2018 стал для МФК «БЛиК» самым лучшим, по итогу сезона, клуб занял 1 место в зоне «Восток» и вышел в финал Высшей лиги, где взял серебро, уступив КПРФ-2.
Клуб принимал участие в Чемпионате России по мини-футболу 2018/2019, в Высшей лиге играл фарм-клуб из Сургута «СДЮШОР «Нефтяник-БЛиК-Д» (СДЮШОР «Нефтяник»).
В марте 2019 клуб по финансовым причинам снялся с розыгрыша Суперлиги и прекратил своё существование.

## Выступления в первенствах России
| Сезон                                                                            | Место                                                                 |
| -------------------------------------------------------------------------------- | --------------------------------------------------------------------- |
| Первенство России среди команд клубов Высшей лиги по мини футболу 2016—2017 (II) | 11 место (6-е место в регулярном чемпионате — зона «Восток»)          |
| Первенство России среди команд клубов Высшей лиги по мини-футболу 2017—2018 (II) | 2 место (1-е место в регулярном чемпионате — зона «Восток»)           |
| Чемпионат России по мини-футболу 2018/2019 (I)                                   | 18 марта после 28 игр снят с турнира. На момент снятия был 9-м из 10. |

Выступление в Кубке России (с 2016)
| Сезон                                | Стадия     | Место      |
| ------------------------------------ | ---------- | ---------- |
| Кубок России по мини-футболу 2016/17 | 2 этап     |            |
| Кубок России по мини-футболу 2017/18 | 1/8 финала | 9-16 место |
| Кубок России по мини-футболу 2018/19 | 1/8 финала | 9-16 место |

## Достижения
- Первенство России среди команд клубов Высшей лиги:
  -  Серебро (1): 2017/2018
- Кубок России
  - 9-16 место (1/8 финала): 2017/18, 2018/19
- Чемпионат Нефтеюганска
  -  Золото (5): 2012, 2013, 2014, 2015, 2016
- Кубок Сургута
  -  Золото (2): 2015/2016, 2016/2017, 2017/2018
- Суперлига Сургута
  -  Золото (3): 2015/2016, 2016/2017, 2017/2018
- Международный турнир по мини-футболу на призы СК «Аят» г. Рудный, Казахстан 2017/2018
  -  Серебро (1): 2017/2018
- Международный турнир по мини-футболу на призы Тюменской области
  -  Серебро (1): 2018[3]

## Домашняя арена
МФК «БЛиК» проводил домашние игры в Центре физкультуры и спорта «Жемчужина Югры» г. Нефтеюганск, который расположен на улице Александра Филимонова (2а мкр., стр.4). В редких случаях игры проходили в СК «Олимп», который расположен по улице В. Петухова (14 мкр., стр. 1)